# Жульєн Сотьйо
Жульєн Сотьйо (фр. Julien Sottiault, 9 вересня 1904, Гавр — 27 серпня 1975, Орлеан) — французький футболіст, що грав на позиції нападника, зокрема за національну збірну Франції.

## Клубна кар'єра
На клубному рівні грав за команду «Сен-Тома дю Гавр».

## Виступи за збірну
Протягом 1927 року провів п'ять матчів у складі національної збірної Франції, забивши один гол.
Помер 27 серпня 1975 року на 71-му році життя в Орлеані.